# Czichó László
Czichó László (19. század) magyar királyi helytartósági hivatalnok.

## Nyomtatásban megjelent munkái
1. Kurzgefasste Lebensgeschichte Sr. apost. Majestät des Kaisers und Königs Franz I. glorreichen Andenkens (Ő apostoli felsége  I. Ferenc császár és király rövid életrajza) Buda, 1835.
2. Das schönste Ziel beim Freudenschiessen der bürgerlichen Schützen zur fünfzigjährigen Jubelfeier… des Durchlaucht Erzherzogs Joseph als Palatin. Buda, 1846. (Költemény.)
3. A legszebb czél a pesti polgár-lövészek József főherczeg ő cs. kir. fensége nádori hivatala félszázados ünnepe alkalmával tartatott öröm-lövöldözésüknél. Buda, 1853. (A fenti költemény magyar változata.)
4. Erinnerung an den Helden Heinrich von Hentzi. (A hős Heinrich Hentzi emlékezete) Buda, 1853. (Költemény.)